# Kopalnia Geevor

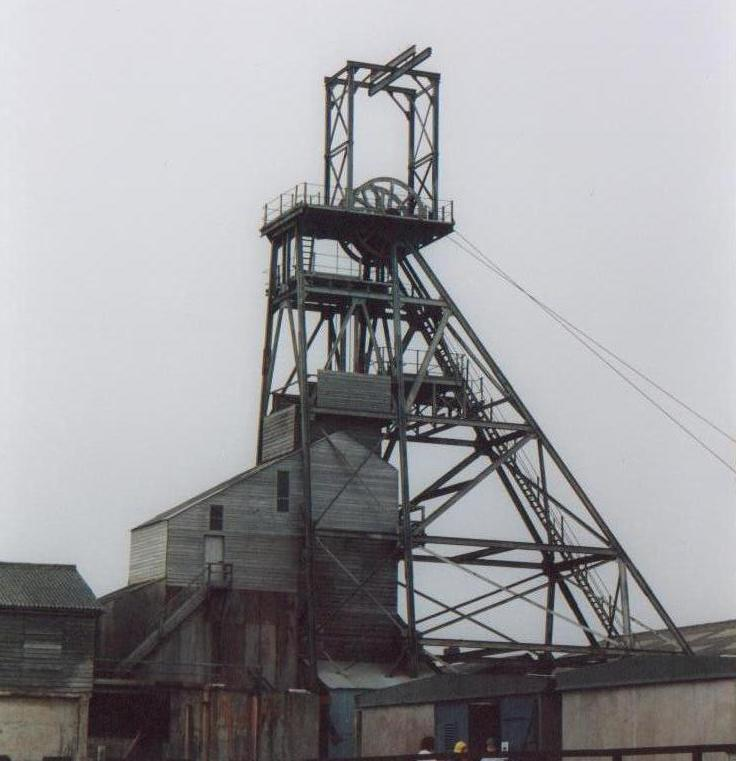
Szyb kopalni Geevor

Kopalnia Geevor – dawna kopalnia cyny w wiosce Pendeen, na północ od St Just w Kornwalii. Była jedną z największych kopalń działających na terenie Kornwalii. Obiekt znajduje się na Europejskim Szlaku Dziedzictwa Przemysłowego. 

## Historia
Początek wydobycia cyny w tym regionie przypada na koniec XVIII wieku. Kopalnia działała w latach 1904–1991 i wydobyła ok. 50 000 t cyny. Była jedną z najpóźniej zamkniętych kopalń tego surowca w Anglii. W 1918 pracowało w niej 205 górników dołowych i 98 osób na powierzchni. Kopalnia zaczęła podupadać w latach 80. XX w., kiedy to ceny cyny spadły w ciągu jednego dnia z 9000 funtów do 3 400 funtów za tonę. W 1993 otworzona jako muzeum.